# FeliCa

鉄道用ICカードの例

FeliCa（フェリカ）は、ソニー（後のソニーイメージングプロダクツ&ソリューションズを経て2代目ソニー＝旧：ソニーモバイルコミュニケーションズ）が開発した非接触型ICカードの技術方式、および同社の登録商標である。
名称は、「至福」を意味する「Felicity」と「Card」を組み合わせたかばん語として、「至福をもたらすカード」という意味が込められている。

## 概要
FeliCaは、非接触型ICカードのための通信技術として、ソニーの伊賀章が主導して開発した。
非接触型ICカードは、リーダ・ライタからキャリアを送信して電磁誘導によりICカードに電力を供給し、キャリアの変調によりリーダ・ライタとカード間で通信を行う。例えばISO/IEC 14443で規格化されているTYPE B方式は、ASK10%で変調を行い、NRZ符号を採用しているのに対してFeliCaの方式は変調がASK10%と同じであるが、マンチェスタ符号を採用しているところが異なる。
当初、国際標準化機構にISO/IEC 14443 TYPE Cとして提案を行った。同時にTYPE D〜Gまでが提案されたが「近距離無線通信規格の乱立になる」として、国際規格議論が停止され採用されなかった。その後、FeliCaと上位互換性のある方式がISO/IEC 18092 (Near Field Communication, NFC TYPE-F) として規格化された。日本では、JICSAP（一般社団法人 ID認証技術推進協会） ICカード仕様V2.0「第4部 高速処理用ICカード」や、日本鉄道サイバネティクス協議会でのICカード規定として規格化されている。
FeliCaは通常のICカードと同様に、キャッシュカードやIDカードなどに適用可能な技術である。特に高速処理が求められる、自動改札機や建物入館のセキュリティゲートや、キャッシュレジスターのアプリケーション向けに特化したコマンド体系になっている。そのため、ISO 7816-3の基本コマンドとは互換性はない。また、ICチップ内部のメモリは16バイト固定長のレコードのみがサポートされていて、ISO/IEC 7816-3で規定されているファイル構造との互換性はない。
暗号処理としては、相互認証にトリプルDES、通信路にDESもしくはトリプルDESを利用している。Dualカードタイプ（接触/非接触）では公開鍵暗号方式の処理が可能なものがある。
2011年6月には、相互認証と通信路にAESも利用できるFeliCaチップが発表された。
1枚のカード（1つのチップ）に乗車カード、電子マネー、社員証など複数のサービスを搭載可能であるが、サービス利用時には、個々のサービス毎にアクセス鍵（共通鍵）を使って相互認証を行うのではなく、複数のアクセス鍵から「縮退鍵」と呼ばれる暗号化された鍵を合成し、この縮退鍵を用いて、一度に最大16のサービスについて相互認証することが可能となっている。縮退された鍵から元の鍵は生成できない。このことから、セキュリティレベルを落とすことなく処理速度の高速化を実現している。
前述の通り国際標準化戦略に遅れをとったことから、世界的にはNFC Type A/Bの方が普及しておりガラパゴス化のひとつともされる。

## 歴史
- 1988年 - ソニーが無線ICの開発を開始。
- 1994年 - 名称がFeliCaに決定。
- 1994年 - 香港のオクトパス社が採用を決定。世界で初の採用事例。
- 1997年 - オクトパスカードが正式導入される。世界で初の本格的な導入事例[3]。
- 1998年 - 広島のスカイレールサービスが「IC定期券」として採用。日本国内の交通系で初めての採用[4]。
- 1999年
  - ソニーがソニーファイナンスインターナショナルをはじめとした数社と共同でFeliCaを用いた電子マネー「Edy」のモニターテストをゲートシティ大崎にて実施。なお、当初は「Edy!」の名称を使用。
  - パレットタウン（東京お台場）内のMEGAWEBにて「MEGA WEB Member's Card」の発行を開始。FeliCaを利用した館内独自のプリペイド型電子マネーサービスをはじめ、日本で初めて事前に決済クレジットカードを登録して使用する後払の「リンク式ポストペイ（後払）」方式による館内独自のクレジット型電子マネーを導入。2003年3月までカード発行と関連サービスを実施、リンク式ポストペイ方式の電子マネーは、後にQUICPayなどに採用される。
- 2000年
  - JR東日本が採用を決定。
  - 4月 - メディアージュ（東京お台場）にて「メディアージュファンカード」の発行を開始。FeliCaを利用した館内独自の電子マネーサービスをはじめ、映画館やエンターテイメントアトラクションなどの電子チケットサービス、会員制のポイントカードサービスなどが開始される。2002年3月までカード発行と関連サービスを実施。
- 2001年11月 - JR東日本がSuicaを導入。また、同時期にソニーグループのビットワレットがEdyの正式サービスを開始。
- 2002年4月 - シンガポールのEZ-linkが導入する（2009年にFeliCa利用中止しNFC Type A/Bへ移行済み）。
- 2004年
  - フェリカネットワークスが設立される。
  - モバイルFeliCaを搭載した初めての携帯電話がNTTドコモから発売される。当初は「SO506iC」「P506iC」「SH506iC」「F900iC」の4機種。
- 2005年10月 - FeliCa ICチップの累計出荷個数が1億個を突破[5]。
- 2007年 - 神奈川大学の松下昭教授らが、非接触ICカード技術の特許を巡り、計20億円の損害賠償を請求。しかし2009年3月に知的財産高等裁判所が請求棄却の判決を出し[6]、松下は最高裁判所への上告を断念したため、ソニーおよびJR東日本の勝訴が確定した。
- 2010年 - 日本のAndroidスマートフォンでモバイルFeliCaが搭載される[7]。
- 2016年9月16日 - Apple iPhone 7、iPhone 7 Plus、Apple Watch Series 2が発売され、NXPセミコンダクターズのNFC A, BおよびFeliCaに対応するチップ67V04が内蔵されている。2016年発売時では、日本国内でのみFeliCaによるApple Payに対応したシステムとなっていた。

## FeliCaチップの搭載
FeliCaチップは、ICカードのICチップとして使用される他、携帯電話や腕時計などでFeliCaチップを搭載したものがある。
当初はソニーでのみ製造されていたが、インフィニオン・テクノロジーズと共同開発（2001年11月発表）、日立製作所の採用（2002年6月発表）など、複数のチップメーカーが供給できるようになった。
モトローラの中価格帯スマートフォンMoto Zシリーズ用の拡張モジュールmoto mods開発時の試算では、moto modsにNFCを搭載する場合のライセンス料は2,3ドル程度だが、高機能なFeliCaを搭載すると1万円になるという。

### ICカードへの搭載
1992年末、香港の交通事業者6社から成るジョイントベンチャーCreative Star Ltd.のICカードの競争入札に参加し、要求に沿う形で仕様が決められていき、1997年9月に香港で「オクトパス」として世界で初めて採用された。この時の競合相手はミクロン社。その後、2001年11月に日本でICカード乗車券「Suica」、2002年4月にシンガポールの「EZ-link」で採用されてきた。
また、Edy付きのeLIOがポイントカードと一体化したヨドバシカメラの「ゴールドポイントカードIC eLIO」や、ICキャッシュカードの付加機能としてEdyが採用されたり、クレジットカードとSuicaが一体化した「VIEW Suica」がさらにビックカメラのポイントカードと合体した「ビックカメラSuicaカード」などサービスの融合も行われている。
過去には、1999年から2003年まで、東京臨海副都心・青海のパレットタウン内にあるMEGAWEBで発行されていた「MEGA WEB Member's Card」や2000年から2002年まで、東京臨海副都心・お台場のソニーグループのエンターテインメント施設メディアージュで発行されていた「メディアージュ ファンカード」にも採用されていた。
ソニーが販売しているICカードにはRC-S860と853/854があり、RC-S860はEdyで使用、RC-S853/854はサイバネ規格に準拠したカードでSuicaで使用されている。

#### 主な規格
下記の規格を満たしたカード・半導体が、各社から販売されている。
- FeliCa Standard - フルバージョンのカード。暗号方式がトリプルData Encryption Standard（DES）のみ対応の旧版、DES・Advanced Encryption Standard（AES）両対応[9]のカード、AESのみ対応のカードの3種類がある[10]。
- FeliCa lite - セキュリティ機能を簡易化・ICチップを小型化したカード[11]。
- FeliCa lite-S - FeriCa liteよりもセキュリティを強化・省電力化したカード。
- モバイルFeliCa ICチップ - モバイル機器組み込み用のICチップ。おサイフケータイ・カードリーダーなどで使用[12]。
- FeliCa Plug - 機器組み込み用の無線インターフェースモジュール。スマートフォン・カードリーダーなどで使用[11]。

#### アンテナの形状

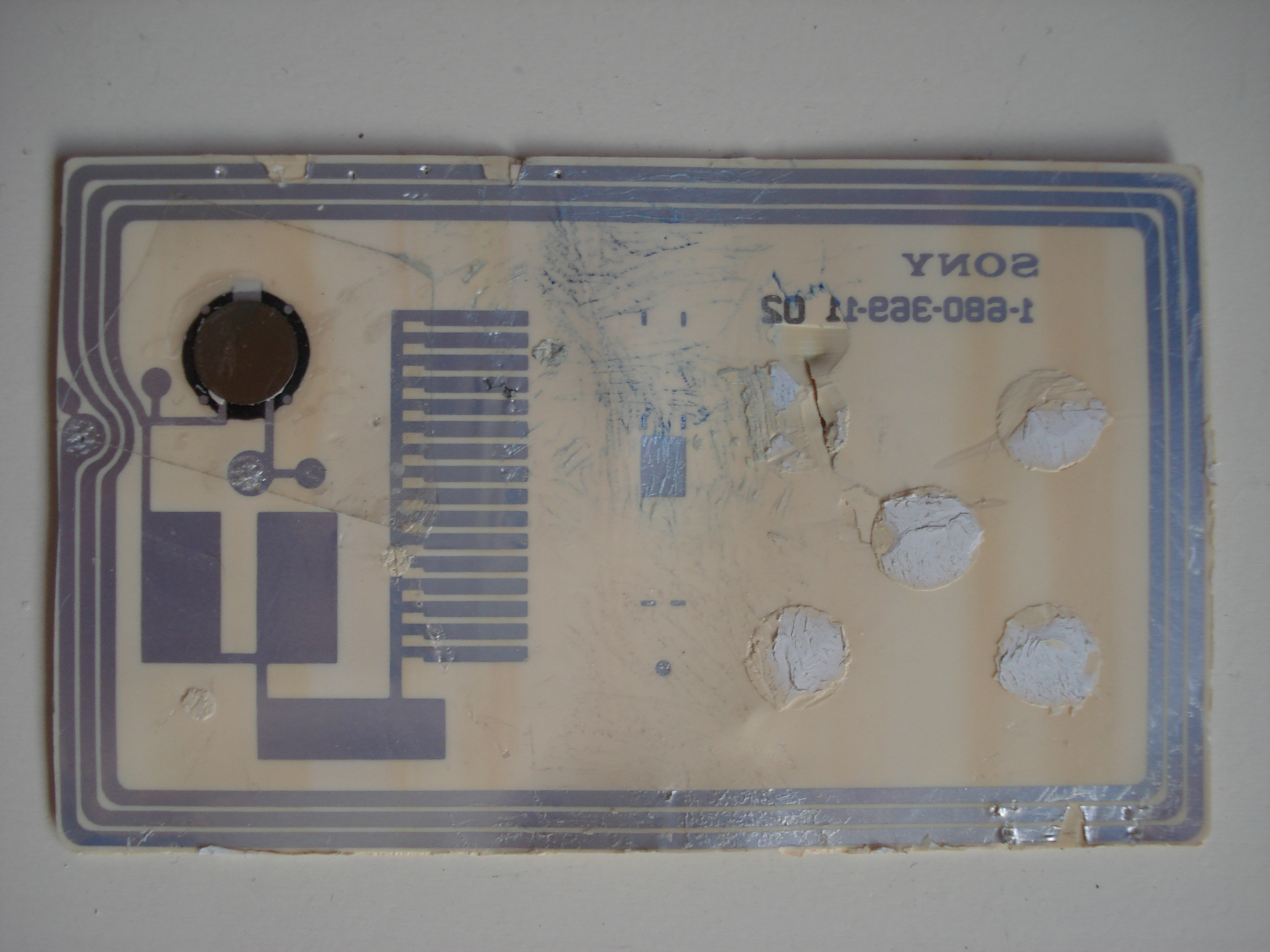
RC-S860の内部回路

ICカードに搭載した場合のアンテナの形状は、SuicaとEdyでは異なる。また、トランセカードはこれらとも異なる形状をしている。
- RC-S860 四角 (Edy)
- RC-S853/854 円弧 (Suica)

Edy用のRC-S860のアンテナはカードの端に沿って四角型に配置される。Suica等の定期券入れ等に入れて他のFeliCaカードと重ねたまま使われることが想定されるRC-853/854では、アンテナは干渉の影響を減少させるために木の葉の輪郭のような形状になっている。これにより、より電波を受信しやすくできるほか、アンチコリジョン機能が施されているFeliCaカードならば、3枚まで重ねてもそれぞれのカードを認識できる。

### 携帯電話・PHSへの搭載

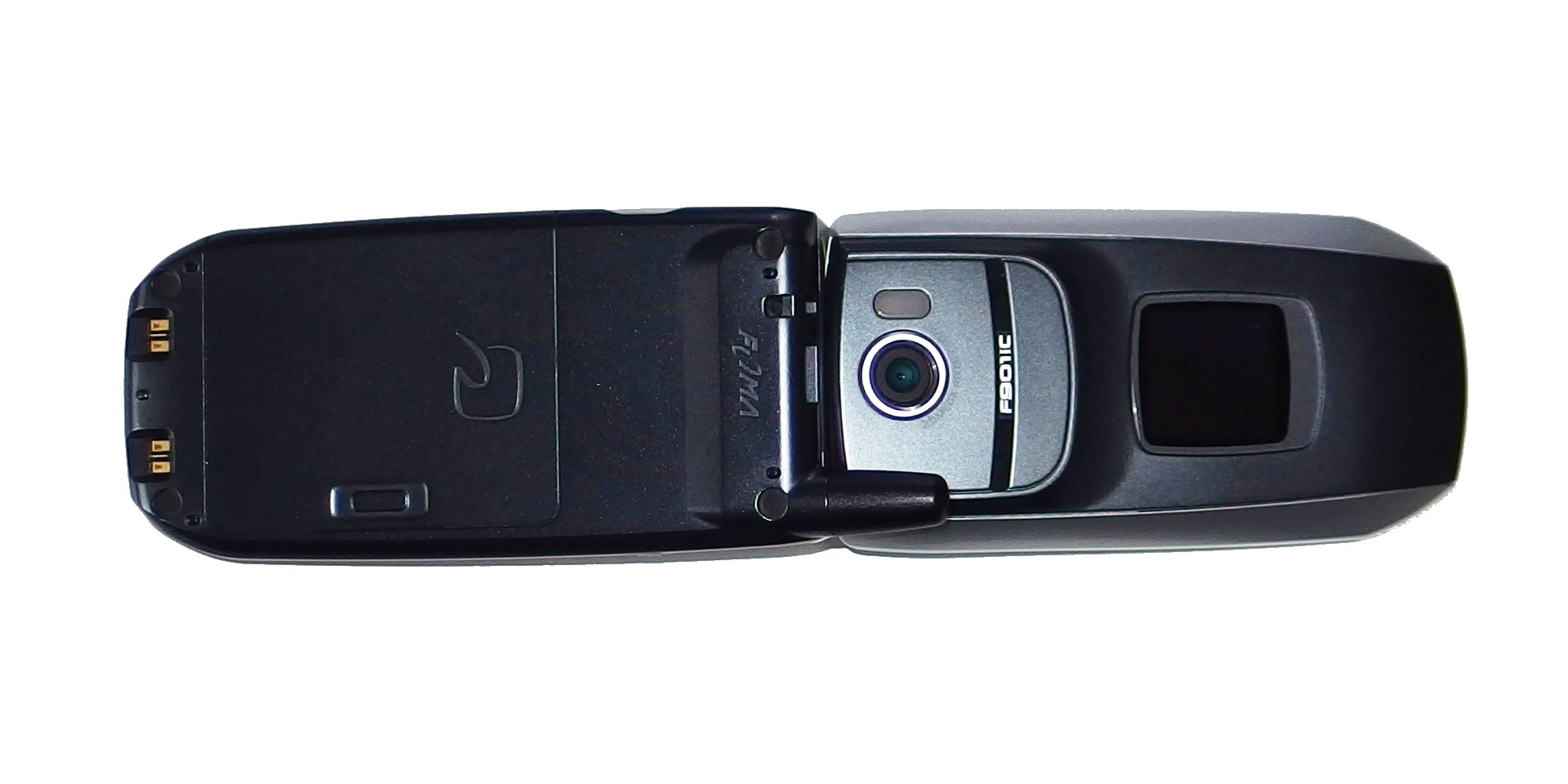
iモードFeliCaを搭載した初期の携帯電話「F901iC」（2004年12月発売）。バッテリーカバーにあるFeliCaプラットフォームマークを読み取り機器にかざしては使用する。

携帯電話用のFeliCaチップはモバイルFeliCa ICチップまたはモバイルFeliCaチップと呼ばれている。ソニーとNTTドコモの合弁会社であるフェリカネットワークスが開発した。
2004年7月にはFeliCaチップを搭載した携帯電話が発売開始された。携帯電話にFeliCaチップを搭載することで、EdyやSuica（モバイルSuica）などを携帯電話で利用できる。モバイルFeliCaチップを利用したサービスをいち早く開始したNTTドコモの登録商標である「おサイフケータイ」が、事業者をまたいでのサービスブランドとして定着している。モバイルFeliCaチップはソニー1社が製造していたが、次期モバイルFeliCaチップは東芝とルネサス テクノロジを加えた3社から供給されることが2006年5月に発表された。この新世代のモバイルFeliCaチップ (FeliCa ver.2) は、容量の拡大や通信機能の搭載など機能強化を行ったもので、2006年10月にこれを搭載した携帯電話が発表された。
- 「iモードFeliCa」（NTTドコモ）
- 「EZ FeliCa」（KDDI・沖縄セルラー電話）
- 「S!FeliCa（旧称・ボーダフォンライブ!FeliCa）」（ソフトバンクモバイル）
- 「ウィルコムICサービス」（ソフトバンク（旧・ワイモバイル←ウィルコム））
- 「おサイフケータイ」（ソフトバンク（旧・ワイモバイル←イー・アクセス））[注 1]

携帯電話での普及状況は、おサイフケータイの項もあわせて参照の事。
FeliCa用のリーダーライターについてはPaSoRiを参照。

### 決済手段として
現在FeliCaチップを採用した電子決済として楽天Edy、iD、nanaco、WAON、QUICPay、交通系電子マネーなどがある。クレジットカード国際ブランドで普及しているコンタクトレス決済ではNFC Type A/Bが採用されており、これらと互換性がない。

### その他

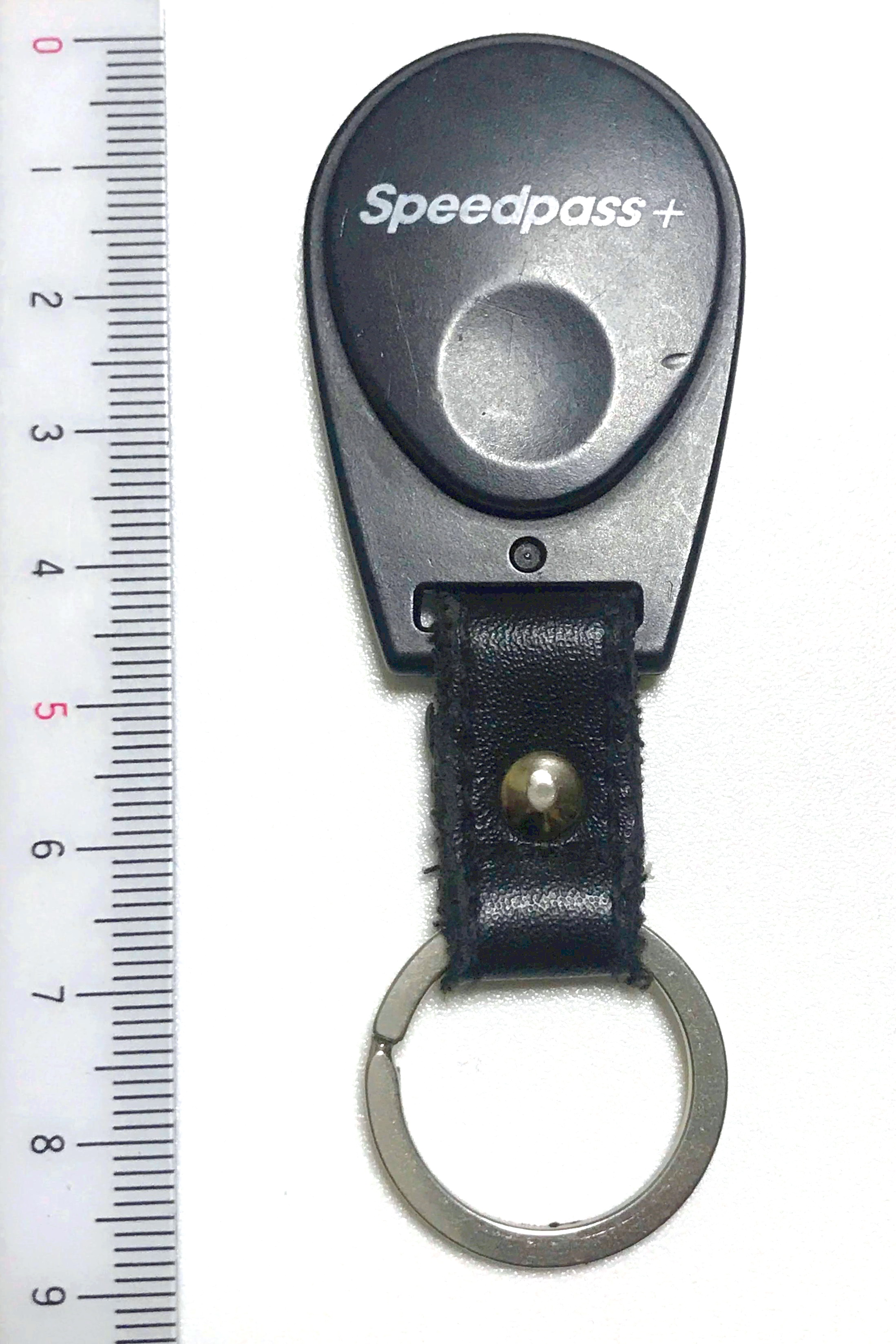
ENEOSのSpeedpass+。
円形のRC-S893が組み込まれている。

- フィギュアの台座部分にFeliCaチップを搭載したものが開発されており[14]、実際に楽天Edy用などに製品化された（楽天Edy#バリューイシュアを参照）。
- 2006年シーズンから、ハワイウインターベースボールリーグの入場チケットにはキーホルダー型のFeliCaが採用されている[15]。
- 高雄捷運では、日本の乗車券にあたる單程票において、コイン型のFeliCaが採用されている。

## セキュリティ

### FeliCaチップの安全性
FeliCaチップを搭載したカードRC-S860は、2001年にEAL3の評価を受け、2002年3月4日に英国CESGCからISO/IEC 15408 EAL4の認定を受けている。ただし、この認定には、PP/9806などのICカード用システムLSIの主要なProtection Profileで要求されているAVA_VLA.4やSOF-highが含まれていなかったが、後にEAL4+の認定を受けている。
かつて経営者向けの直販誌「FACTA」の2006年9月号に、FeliCaに脆弱性が存在するとの記事が掲載されたことがあった。さらに、同誌2007年1月号は、FeliCaチップの内部を見ることができ、その改変も可能であるとした。
これに対して、情報の出所が明らかでなく具体的な記述もないという理由で、ITmediaが批判を加えた。ITmediaによれば、情報処理推進機構 (IPA) は、情報が提供された事実を認め、経済産業省にもその情報を伝えたが、IPAではソフトウェア脆弱性を取り扱っているものの、ハードウェアシステムの脆弱性は対象外ということもあり、提供された情報についてIPAでは検証はしていない、という。もっとも、IPAは、「ソフトウエア製品脆弱性関連情報」として、「ICカード等のソフトウエアを組み込んだハードウエア等に対する脆弱性」関連情報に関する届出を受け付けてはいる。
なお、この件についてソニーは、暗号解読の事実はない、とコメントした。
FACTAはゴシップ誌としての性質もあり、この記事はソニー批判のシリーズ記事の一つであること、内容はすべて伝聞調で書かれていること、また記事中の技術的な説明に複数の誤りがみうけられたり、Mifare Standardの脆弱性と混同したとおぼしき説明があるなど、記事の内容にも不審点はある。
そもそも脆弱性の検証を行うことができるほどの情報が公開されておらず、解読したとされる研究者も名乗りを上げていない。
また報道から10年以上経っても、信用するに足りる組織による脆弱性・被害の報告はないことから、この脆弱性の信憑性は無い。

### IDm偽装
無線部分の仕様は公開されており、カード固有番号のIDmは偽装することが可能であるため、IDmだけを使って認証することは危険である。一部のFeliCaチップを搭載したデバイスにおけるカードエミュレーションモードでは、ソフトウェアから自由にIDmを指定することが可能である。
そのため、セキュリティやプライバシーが必要なサービスやデバイスにおいては、セキュアエレメントを使用したチャレンジレスポンス方式による相互認証を行うことが必須となる。

### プライバシー問題
カード固有番号やフリー領域へのアクセスは誰でもできるため、悪意あるカードリーダーの設置やカード読み取り等によってプライバシー情報が抜き取られる恐れがある。

## FeliCaに関する規格・知的財産権
- JIS X 6319-4: ICカード実装仕様-第4部：高速処理用ICカード（日本工業標準調査会）[22]
- 特許3709946[23]（相互認証・通信路暗号化）
- 特許4268690[24]（相互認証用縮退鍵）
- 電波法上、FeliCaのリーダ・ライタは、「高周波利用設備（誘導式読み書き通信設備）」に該当し、あらかじめ総務大臣から技術基準適合証明していることの指定（型式指定）を受ける必要がある[25]。